# Víctor Estrada
Víctor Manuel Estrada Garibay (ur. 28 października 1971 w Matamoros) – meksykański zawodnik taekwondo, brązowy medalista olimpijski z Sydney (2000), wicemistrz świata (1993), multimedalista igrzysk panamerykańskich i igrzysk Ameryki Środkowej i Karaibów.
Dwukrotnie uczestniczył w igrzyskach olimpijskich. W 2000 roku na igrzyskach w Sydney zdobył brązowy medal olimpijski w kategorii do 80 kg. Na igrzyskach w Atenach cztery lata później zajął piąte miejsce w tej samej kategorii wagowej. 
W 1993 roku zdobył srebrny mistrzostw świata w Nowym Jorku w kategorii do 83 kg, w latach 1991–2003 cztery medale igrzysk panamerykańskich (trzy złote i jeden brązowy), a w latach 1993–2006 cztery medale igrzysk Ameryki Środkowej i Karaibów (dwa złote i dwa brązowe). W 1992, 1994, 1996 i 1998 roku zdobył ponadto złote medale mistrzostw panamerykańskich.